# Kullimaa (Vändra)
Kullimaa – wieś w Estonii, w prowincji Parnawa, w gminie Vändra.